# David Mevius

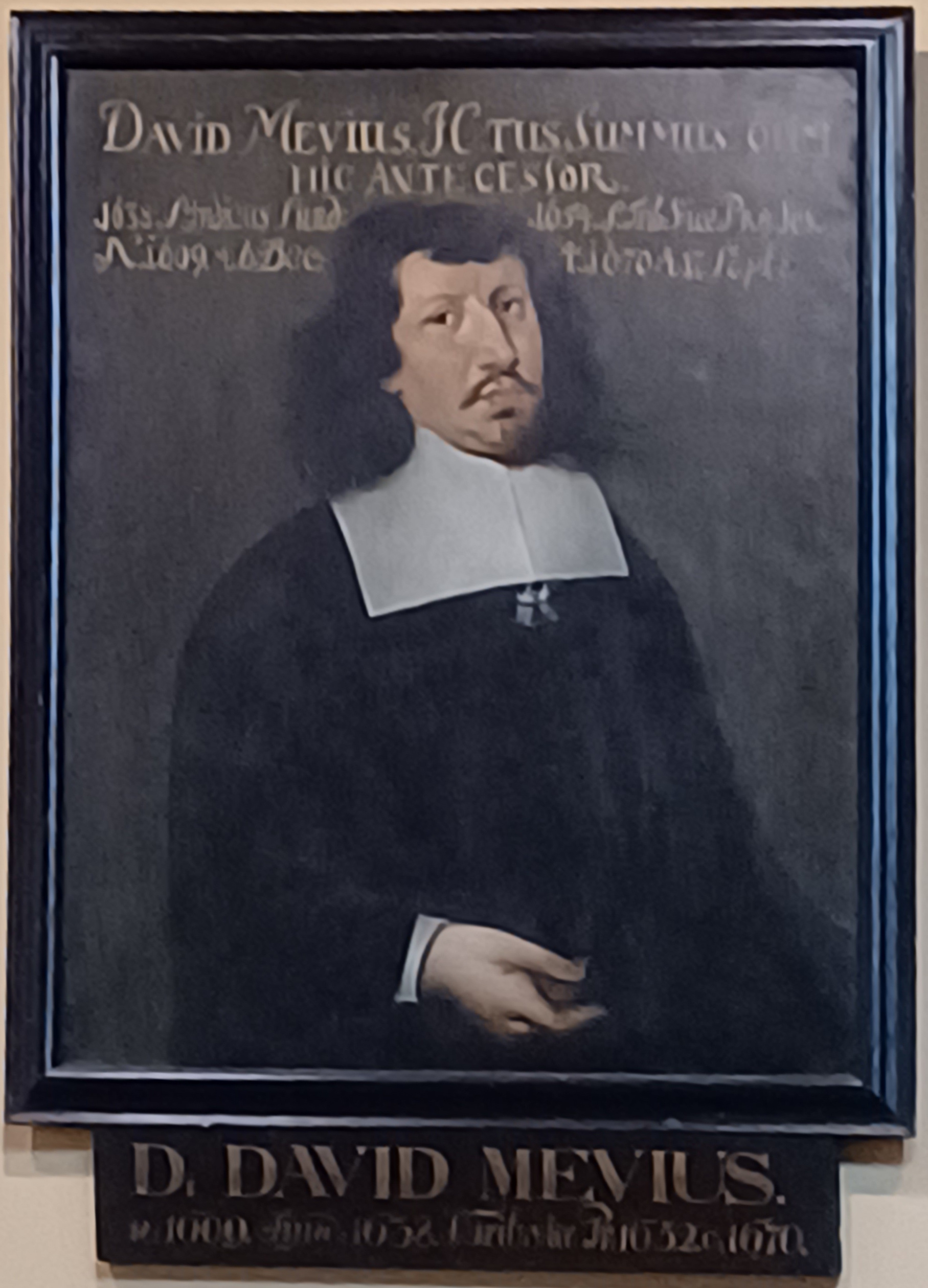
David Mevius, zeitgenössisches Porträt

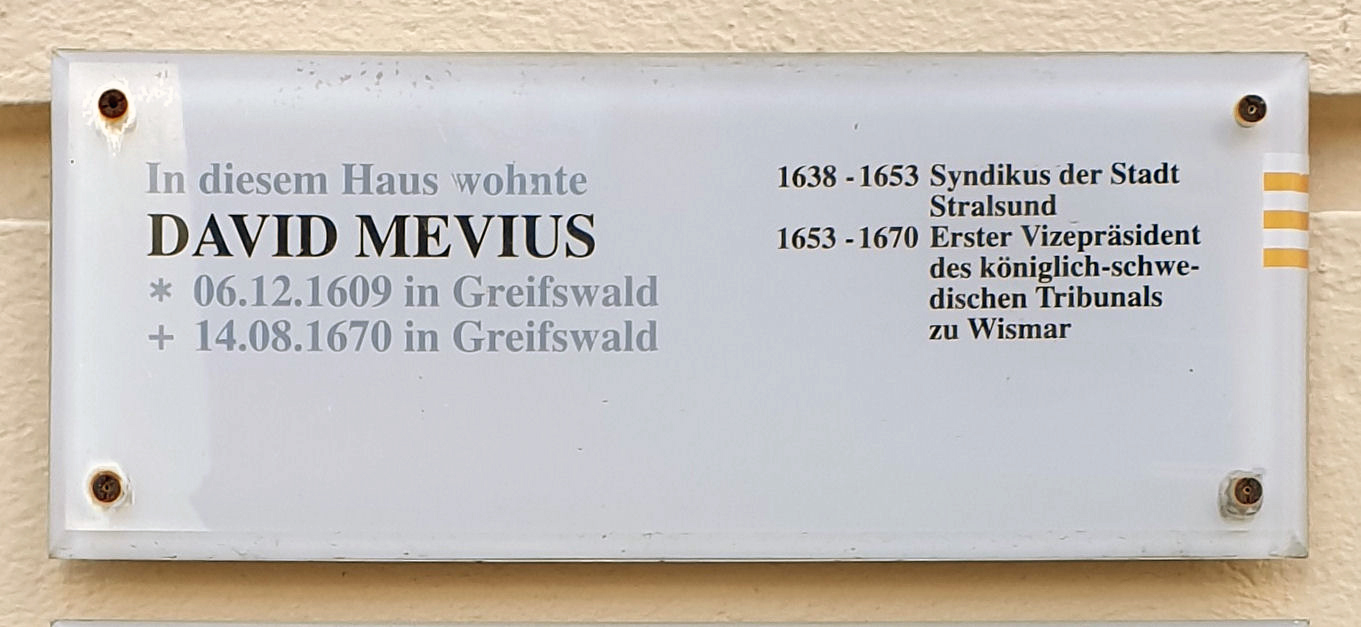
Gedenktafel in Wismar

David Mevius (* 6. Dezember 1609 in Greifswald; † 14. August 1670 ebenda) war ein Rechtspraktiker und einer der bedeutendsten Juristen des usus modernus.

## Leben und Werk

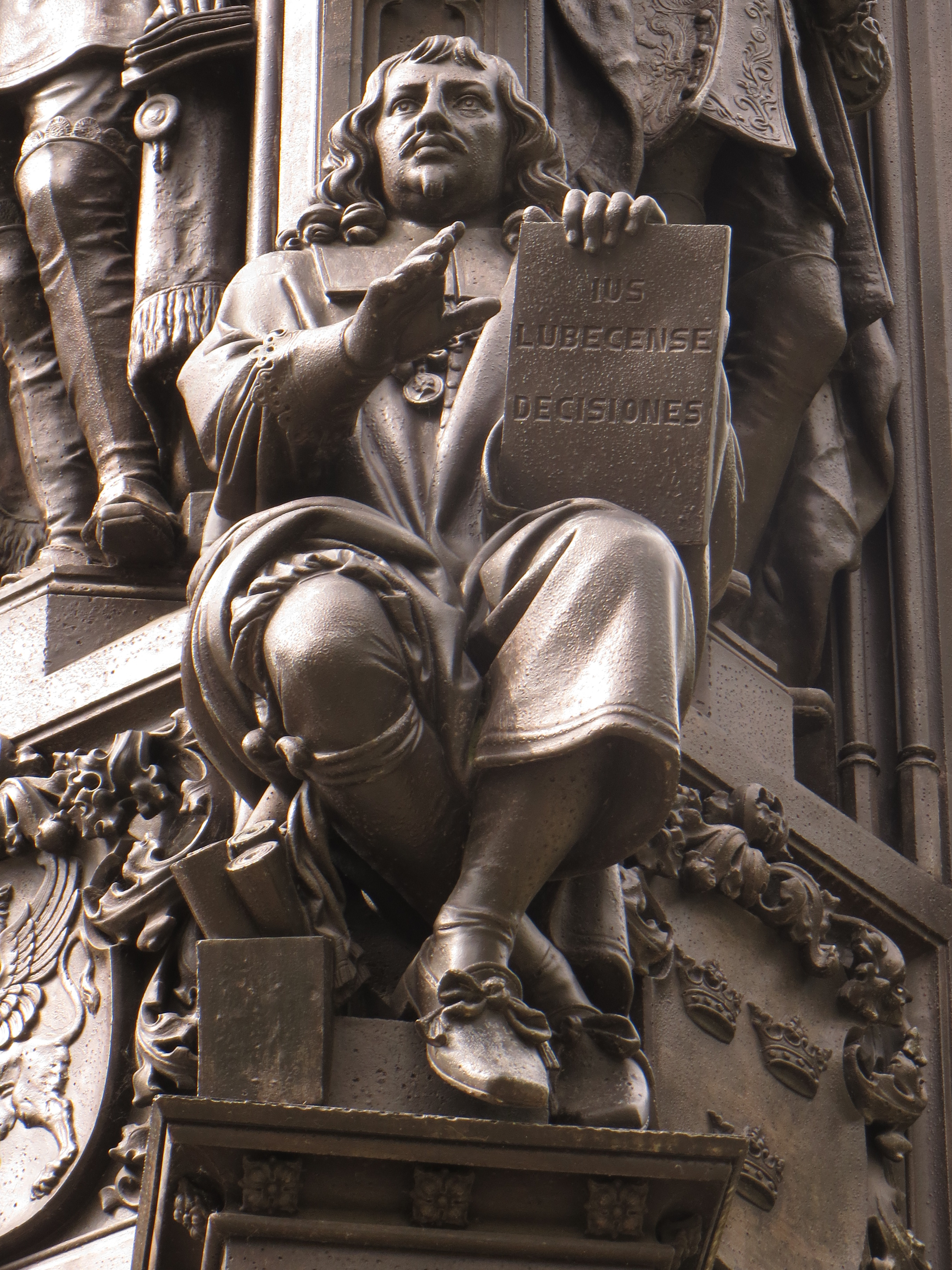
Sitzfigur von David Mevius am Greifswalder Rubenow-Denkmal

David Mevius war der zweite Sohn des Greifswalder Juraprofessors Friedrich Mevius und dessen Ehefrau Elisabeth Rhaw. Er erhielt eine erste Ausbildung an der Lateinschule in Greifswald und nahm an der dortigen Universität zuerst ein Studium der Theologie auf. Bald wandte er sich jedoch der Rechtswissenschaft zu und studierte ab August 1629 auch an der Universität Rostock. Später unternahm er ausgiebige Reisen, auch weil in Pommern durch den Dreißigjährigen Krieg Not herrschte. 1635 kehrte er nach Greifswald zurück, wo an der juristischen Fakultät eine Stelle vakant war. Ende 1636 erhielt er den Lehrstuhl von Friedrich Gerschow, der am 6. September 1635 gestorben war.
Berühmt wurde Mevius durch seine langjährige Arbeit als Syndikus der Stadt Stralsund, als Verfasser des commentarius in ius lubecense (Kommentar über das Lübsche Recht) (1641/42) und mehrerer deutschsprachiger Schriften über Pachtverhältnisse, Leibeigenschaft und zur Rechtsstellung und Steuerfreiheit des Adels. Als geschulter Jurist und Doktor beider Rechte trat Mevius vor allem als Rechtspraktiker in Erscheinung. Ab 1653 veröffentlichte er die Urteile seines Gerichts. Im Rahmen der im 17. und 18. Jahrhundert häufig anzutreffenden Fragen und Auseinandersetzungen zur Integration römischen Rechts in das ältere gemeine Recht (usus modernus pandectarum), vertrat er die Auffassung, dem Ortsrecht (Statutarrecht) stets den Vorrang einzuräumen, so es sich gewohnheitsrechtlich herleiten ließ. Relevantes gemeines Recht war in Greifswald das aus Lübeck. Ohne seinen Plan umzusetzen, eine Zusammenfassung aller naturrechtlichen Regeln zu fertigen, fasste er den Entwurf einer Kodifikation des mecklenburgischen Landrechts ab, die naturrechtliche Grundlagen stark einbezieht. Gesetzeskraft erlangte die Arbeit nicht.
Nach der schwedischen Besetzung Pommerns trat Mevius in den diplomatischen Dienst der schwedischen Krone. 1653 wurde er Vizepräsident des neu gegründeten Oberappellationsgericht für die schwedischen Lehen im Heiligen Römischen Reich deutscher Nation in Wismar und damit in der Rechtsprechung des Gerichts führend. Er veröffentlichte eine Entscheidungssammlung des Wismarer Tribunals (Decisiones) in sechs Bänden. Auch die fortschrittliche Gerichtsordnung stammt aus seiner Feder. Weiterhin in diplomatischer Mission tätig gelang es Mevius, den kurmainzisch-pfälzischen Wildfangstreit beizulegen. Bis zu seinem Tod im Jahr 1670 blieb er Vizepräsident des Wismarer Tribunals.

## Familie
David Mevius war dreimal verheiratet: 1) 1639 mit Judith Tancken, T. v. David; 2) 1652 mit Maria Meyer (1634–53), Tochter des Bürgermeisters zu Stralsund Theodor Meijer (Meyer) (1603–1670) und Margaretha Andreae; 3) 1654 mit Maria Putsch, Tochter von Emmanuel (Immanuel) Putschen und Carharina Schlüter. Sein Sohn Friedrich wurde schwedischer Generalmajor und Oberjägermeister in Pommern, die Tochter Elisabeth war verheiratet mit dem Greifswalder Juristen Georg Engelbrecht, die Tochter Barbara war mit dem Juristen und Diplomaten Friedrich Klinckow verheiratet, die Tochter Maria heiratete den Juristen und Kanzler Georg Bernhard von Engelbrecht und die Tochter Margaretha (1655–1684) heiratete den Rostocker Professor der Rechte Jacob Lembke. Sein Sohn Thomas Balthasar von Mevius (ca. 1655/58 Wismar-1722 Wismar), 1691 Rittmeister, später Oberst in einem Chur-pfalz. Drag.Rgt., heiratete 1706 in Kiel mit Maria Elisabeth Kohlblatt (Kiel 1679-1722 Wismar), Tochter von Conrad Kohlblatt in Kiel († 1681) und (~ 1677) Anna Christina Hennings (Kiel 1656-1718 Rostock).

## Nachwirkung

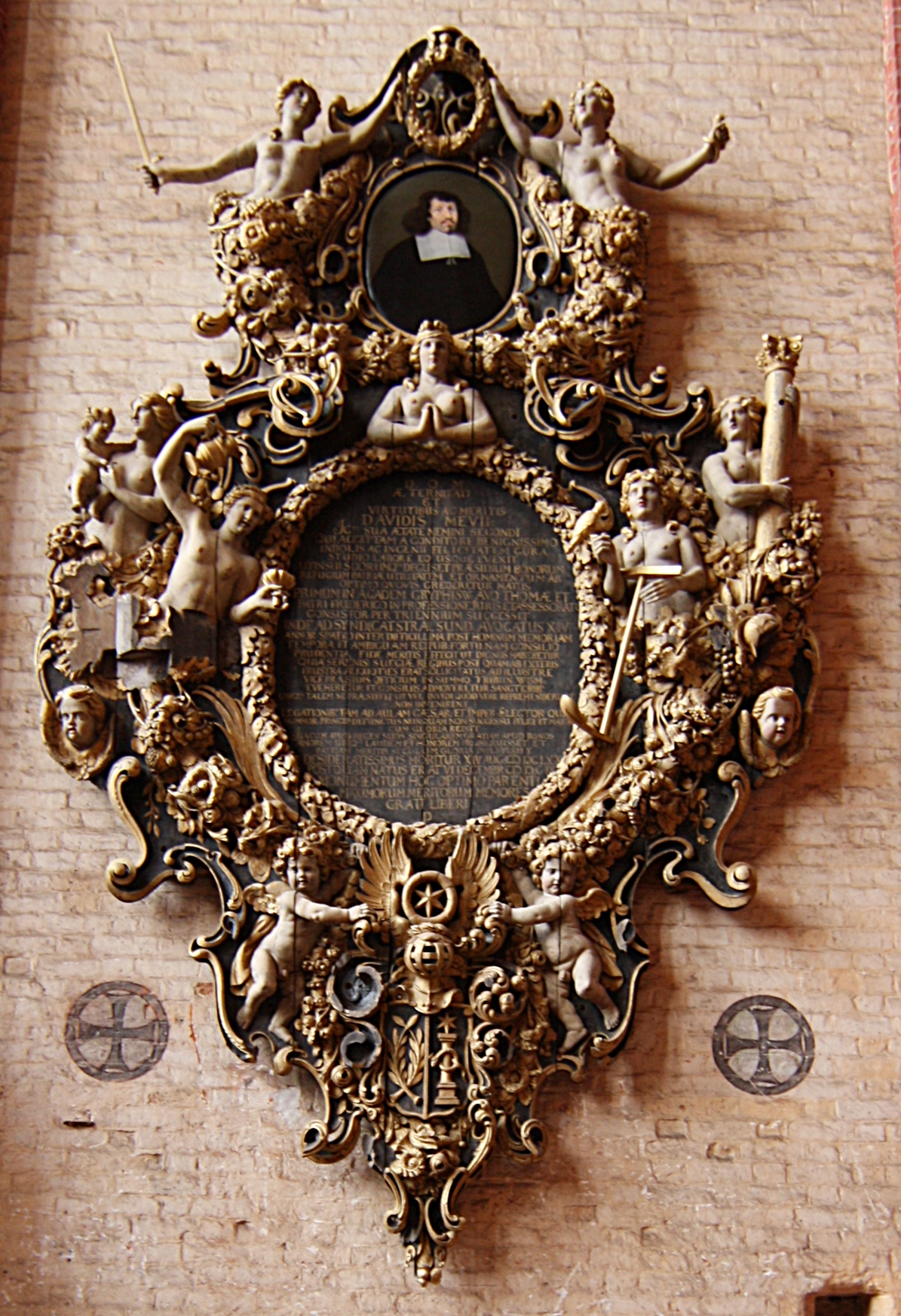
Epitaph für David Mevius

Die von Mevius begründete Entscheidungssammlung des Wismarer Tribunals – die Decisiones – wurde nach seinem Tod fortgesetzt und erlebte bis 1794 noch zehn neue Auflagen. Sie hatte in Theorie und Praxis eine große Autorität gewonnen. Vornehmlich erwies sich seine richterliche Tätigkeit als bedeutsam, denn sie prägte die Rechtspraxis in Pommern bis über das 18. Jahrhundert hinaus.
Das prächtige barocke hölzerne Epitaph von Mevius hing bis nach dem Zweiten Weltkrieg im Nordschiff der Wismarer Marienkirche. Die Kirche wurde bei einem Luftangriff kurz vor Kriegsende 1945 schwer beschädigt und im August 1960 gesprengt. Das Epitaph wurde in die Wismarer Nikolaikirche überführt, wo es aufwändig restauriert wurde.
Am Greifswalder Rubenowdenkmal symbolisiert eine Statue von Mevius die Juristische Fakultät.

## Schriften (Auswahl)
- Ein rechtliches Bedencken über unterschiedliche Fragen so da zu entstehen pflegen zwischen Grundherren und Pensionarien. Stralsund 1640.
- Commentarius in Ius Lubecense. 1642.
- Ein kurtzes bedencken über die Fragen, so von dem Zustand, Abforderung und verwiederter Abfolge der Bawrs-Leute zu welchen jemand zuspruch zu haben vermeynet bey jetzigen Zeiten entstehen und vorkommen. Stralsund 1645. (Digitalisat der Ausgabe Wismar 1685)
- Delineatio der Pommerischen Landes=Verfassung nach des Landes alten Satzungen und Gewohnheiten. Autore David Mevio, Mense Octbr. An. 1650 denen Königl. Herren Commis-sarien in Stettin überreicht. In: Amoenitates Historico-Juridicae oder allerhand die Historien des Teutschen Reichs, sowol als die in selbigem üblichen Civil-Staats- und Lehen-Rechte, Gewohnheiten und Alterthümer erklärende Dissertationes, Obeservationes, Consilia und Opuscula etc, so theils von andern verfertiget, aber bißhero noch nie gedruckt, theils erst absonderlich ausgearbeitet worden von Wilhelm Friedrich Pistorius, Hoch=Gräflich=Erbachischer Hof=Rath. Vierdter Theil, Frankfurt und Leipzig 1734, XIII. Stück, S. 935–1062.
- Decisiones super causis praecipuis ad summum tribunal regium Vismariense delatis. Frankfurt am Main 1698.